# 南社村
23°04′09″N 113°53′57″E / 23.06917°N 113.89917°E
南社村位于中国广东省东莞市茶山镇，是以谢氏为主的血缘村落，村内建筑具有典型的广府特色。2002年南社村古建筑群被列为广东省文物保护单位，2005年被列为中国历史文化名村，2006年南社村和塘尾村古建筑群被列为第六批全国重点文物保护单位，2011年被列为全国特色景观旅游名镇（村）。
南社建村始于南宋，原称南畲，清康熙年间改称南社。南宋末年谢尚仁迁入此地，成为谢氏开基祖，谢氏逐渐发展为村内主要姓氏。
明崇祯年间在村四周建设围墙，东西宽约320米，南北长约300米，围墙内总面积约96000平方米。村中间有东西向的四座水塘，将全村分成南北两半。村内的重要建筑大多分布在水塘旁，由西向东，西门塘北岸有任天公祠、百岁祠、简斋公祠；百岁塘北岸有樵谷公祠、百岁坊、照南公祠，南岸有谢氏宗祠、孟俦公祠；祠堂塘北岸有念庵公祠、谢氏大宗祠，南岸有社田公祠；肚蔗塘北岸有东园公祠、应洛公祠、晚节公祠，南岸有少简公祠，晚翠公祠，共有16座祠堂。
南社的庙宇有东门外的关帝庙和东坊村内的土地庙。
南社在清末出了四名进士：谢遇奇，同治四年武进士；谢元俊，光绪二年进士；谢汝（金翏），光绪六年武进士；谢遇熊，光绪六年武进士。